# Manu Lanvin
Manu Lanvin est un auteur-compositeur-interprète et producteur français, né le 24 novembre 1973 à Suresnes (Hauts-de-Seine).

## Biographie

### Origines
Manu Lanvin naît le 24 novembre 1973 à Suresnes. Adopté  par l'acteur Gérard Lanvin (né Gérard Raymond Lanvain) après son mariage avec sa mère, l'ex chanteuse de disco Jennifer Lanvin, il porte désormais le nom d'état civil d'Emmanuel Lanvain,,.

### Carrière
Manu Lanvin s'oriente très tôt vers la musique et côtoie les artistes fréquentés par ses parents : le groupe Téléphone, Paul Personne, Bernie Bonvoisin. Attiré tout d'abord par la batterie, il apprend seul la guitare. Il monte un premier groupe à 13 ans : Caïman, puis 3D et plus tard un groupe de musique électro rock le collectif Manu and the Songe Black.
De 2000 à 2007, il édite trois albums. En 2007 lors d'un concert à La Cigale, Paul Personne lui présente le bluesman américain Calvin Russell. De leur amitié va naître le dernier album studio de Calvin Russell : Dawg Eat Dawg que Manu co-écrit et coproduit avec Nicolas Bonnière (membre de  Dolly et  Eiffel),.
En 2012, Manu édite son 4e album Mauvais casting et un single Sur la route sixty one dont il tourne le clip aux États-Unis,,. Au Festival de jazz de Montreux, il rencontre Quincy Jones qui l'invite à se produire au Jazz Foundation of America (en) qu'il parraine à New York.
Tout  en collaborant à l'écriture de musiques de films, il croise la route d'un autre bluesman américain Neal Black avec qui il se produit sur scène lors de la tournée Paris-Texas Tour en 2013, et enchaîne plus de cent concerts grâce à la notoriété que lui a apportée le festival de Montreux
En 2014 sort son 5e album Son(s) of the Blues,. Manu Lanvin est sélectionné pour représenter la France au Blues Challenge à Memphis et part en tournée pour présenter son album,,,,.
En 2015, Manu Lanvin se produit en première partie, sur plusieurs concerts de la tournée d'été de Johnny Hallyday, Rester vivant.
En 2016, il sort son 6e album Blues, Booze and Rock n' Roll qui lui vaut une nomination comme « Meilleur interprète masculin » aux Globes de cristal 2017.
Le 15 février 2019 sort son 7e album Grand Casino, composé de 9 titres originaux et de 4 reprises ainsi que de duos avec Taj Mahal, Popa Chubby, Beverly Jo Scott et Paul Personne.
Lors du premier confinement du printemps 2020, Manu Lanvin propose à son père Gérard Lanvin une collaboration artistique. Manu Lanvin compose et produit 10 chansons avec des textes écrits par son père. L'album Ici Bas sort le 21 mai 2021. « Cette collaboration était un fantasme que j'avais depuis longtemps. Je savais qu'il avait plein de textes et de pensées, de réflexions sur la société d'aujourd'hui. Les gens sont souvent très sensibles à ses apparitions à la télévision lorsqu'il fait de la promo. J'avais besoin de canaliser un peu ça, pour pouvoir prendre des thématiques de la société et de les développer avec lui, avec son langage qui rappelle un peu les mecs des années 70, ces Parisiens. Et il y a tout ça dans son phrasé et j'espère qu'on a fait un bel ouvrage ensemble. »,.

## Discographie

### Albums
- 2000 : Venir au monde
- 2004 : Les temps mauvais
- 2007 : Faible humain
- 2012 : Mauvais casting
- 2014 : Son(s) of the Blues
- 2016 : Blues, Booze & Rock ‘N’ Roll[27]
- 2019 : Grand casino

### Collaborations
- 2009 : Dawg Eat Dawg de Calvin Russell
- 2011 :  Contrabendo de Calvin Russell
- 2011 :  The last call, in the heat of a night de Calvin Russell
- 2017 : If Jesus Loves Me de Saint Lanvain
- 2021 : Ici Bas de Gérard Lanvin

### Participation
- 2020 : Run Away With Me avec The Avener[28]

## Filmographie

### Musicien
- 2006 : On ne devrait pas exister de HPG
- 2009 :  Lucky Luke de James Huth
- 2010 : Chicas de Yasmina Reza
- 2012 : Rock 'n' Bled de Touria Benzari, court-métrage

### Acteur
- 2011 : Les Lyonnais de Olivier Marchal

## Distinction

### Nomination
- Globe de cristal 2017 : meilleur interprète masculin